# Fossombronia crozalsii
Fossombronia crozalsii là một loài Rêu trong họ Fossombroniaceae. Loài này được Corb. mô tả khoa học đầu tiên năm 1903.